# Słodków
Słodków – wieś w Polsce położona w województwie wielkopolskim, w powiecie tureckim, w gminie Turek.
Wieś położona jest w odległości około 4 km na zachód od Turku, przy drodze krajowej 72. W miejscowości funkcjonuje Biblioteka Publiczna Gminy Turek (w dworku), a także szkoła podstawowa. Ponadto na terenie miejscowości znajduje się wiatrak koźlak z XIX wieku.

## Historia
Osada Słodków istniała już w XIV wieku, niegdyś była własnością arcybiskupów gnieźnieńskich, do których należał także pobliski Turek. Wieś posiadała niegdyś kilka, stopniowo ewoluujących nazw: Szlothkowo (1521), Zlotcow (1533). W XIX wieku istniał tutaj jeden z niewielkich majątków ziemskich, złożony z kilku wsi. Wówczas dobra Słodków składały się z folwarku w samej osadzie, wsi Szadłowice i osady Budy Słodkowskie, oraz Kolonii Słodków. W 1885 roku, po częściowej parcelacji, dwór słodkowski dysponował 510 morgami ziemi (około 286 ha).
W 1912 roku właścicielem Słodkowa był Teodor Sznerr, który występuje w źródłach również w pierwszym okresie powojennym, kiedy to majątek ulegał stopniowej parcelacji. W latach dwudziestych właścicielami tutejszych dóbr stali się Daniszewscy - ostatnimi właścicielami przed wybuchem II wojny światowej byli Helena i Tadeusz Daniszewscy.
Do 1937 roku siedziba gminy Piętno. Po II wojnie światowej, kiedy to dobra słodkowskie znajdowały się pod zarządem okupacyjnym, dawny majątek upaństwowiono.
W latach 1946–1960 dwór był siedzibą Nadleśnictwa Turek. Później gmach pełnił różne funkcje, będąc własnością gminy, ulokowano tu też mieszkania komunalne oraz Kółko Rolnicze.
W latach 1975–1998 miejscowość administracyjnie należała do województwa konińskiego.

## Dwór
Ośrodkiem tutejszego majątku ziemskiego był zbudowany w pierwszej połowie XIX wieku dwór, od wschodu otoczony parkiem, a od zachodu i południa sąsiadujący z budynkami gospodarczymi folwarku.
Dwór zwrócony jest dłuższą, główną fasadą na zachód, w stronę częściowo zachowanych zabudowań folwarcznych. Jest to parterowa, murowana budowla, licząca od frontu siedem osi. Kompozycja elewacji - symetryczna; dominuje w niej nawiązujący do klasycyzmu ganek na czterech pseudotoskańskich kolumnach, dźwigających drewniany naczółek trójkątny. Wschodnia elewacja prezentuje się nieco odmiennie - na osi symetrii znajduje się tu piętrowy ryzalit o dwóch osiach i parterowej przybudówce, zwieńczony trójkątnym szczytem z półkolistym okienkiem w polu. W ten sposób główna oś neoklasycznej budowli, zaakcentowana przez frontowy ganek i sień dwutraktowego wnętrza, zostaje też podkreślona od strony parku. Całość bryły nakryto dachem naczółkowym, obecnie krytym papą, a niegdyś być może gontem lub dachówką.
Od północy do dworu przylega nowsze, parterowe skrzydło, zapewne z przełomu wieków, mieszczące niegdyś pomieszczenia dla służby i całkowicie pozbawione dekoracji. Na zachód od budowli do dziś znajdują się pozostałości budynków gospodarczych wchodzących w skład folwarku, a niegdyś zgrupowanych wokół dużego dziedzińca przed dworem. W XIX wieku funkcjonowała tu również gorzelnia.
Całość rezydencji, poprzez obecność skrzydła południowego, jest niestety daleka od harmonii. Mimo to, pierwotny budynek dworu można zaliczyć do nurtu skromnej architektury klasycystycznej, powstającej na prowincji w pierwszych dziesięcioleciach XIX wieku, szczególnie w okresie Królestwa Kongresowego.
Na wschód od dworu rozpościera się park mający charakter malowniczego, krajobrazowego założenia. Jego wytyczenie datuje się w przybliżeniu na okres po połowie XIX stulecia. W kompozycji dominują dwa stały połączone kanałami, dostępne dla spacerowiczów z sieci alejek i zabytkowej alei wschodniej, wyznaczającej granicę założenia. Pośród występujących tu drzew wyróżniają się buki i dęby, sosna wejmutka, graby i brzozy.
Po 1945 roku rozebrano część zabudowy gospodarczej, a dziedziniec folwarczny uległ podzieleniu i daleko idącej przemianie, przez co dawny układ uległ zatarciu. Również powojenne remonty zatarły dawny wystrój elewacji.
W roku 2006 dokonano kompleksowej renowacji zespołu dworskiego, finansowanej w przeważającej części ze środków Unii Europejskiej, z udziałem funduszy Ministerstwa Kultury i gminy Turek. Odrestaurowano dwór, od nowa rozplanowano też założenie parku, oczyszczając stawy i drzewostan. Powstały alejki z ławkami i mostki nad kanałami, wprowadzono też szereg nowych nasadzeń oraz ogrodzono teren.

## Szkoła podstawowa
Historia szkoły w Słodkowie sięga roku 1850, kiedy to powstała czteroklasowa szkoła, w której przedmiotów uczono po rosyjsku. Szkoła ta mieściła się w prywatnym domu. W 1864 roku rozpoczęła się budowa pierwszej drewnianej szkoły. W czasie I wojny światowej szkoła była zamknięta. W okresie międzywojennym istniała pięcioklasowa szkoła, zaś kontynuacja nauki było możliwa w Turku. W okresie okupacji hitlerowskiej w szkole nauczano tylko dzieci niemieckie. Bezpośrednio po wyzwoleniu, w roku 1945 zorganizowano szkołę sześcioklasową. W latach pięćdziesiątych naukę pobierało blisko 200 dzieci z okolicznych wiosek.
W 1955 roku powstał Komitet Budowy Szkoły. Pracę przy budowie nowej szkoły rozpoczęto w styczniu 1961 roku - odebrano plac pod budowę i zaczęto zwozić materiały budowlane. W lutym pracowano przy zagospodarowaniu terenu, a w marcu położono pierwszą cegłę; 29 marca 1961 wmurowano akt erekcyjny rozpoczęcia budowy szkoły. W dniu 30 sierpnia 1962 roku nastąpiło komisyjne oddanie nowego budynku szkolnego, zaś 10 września rozpoczęto prace w nowej szkole.
20 maja 2022 roku patronem Szkoły Podstawowej został polski lekkoatleta Janusz Kusociński ( 1907-1940)